# ميكي غويتون
ميكي غويتون (بالإنجليزية: Mickey Guyton)‏ هي كاتبة غنائية ومغنية أمريكية، ولدت في 1984 في أرلينغتون في الولايات المتحدة.

## وصلات خارجية
- الموقع الرسمي
- ميكي غويتون على موقع IMDb (الإنجليزية)
- ميكي غويتون على موقع ألو سيني (الفرنسية)
- ميكي غويتون على موقع ميوزك برينز (الإنجليزية)
- ميكي غويتون على موقع أول ميوزيك (الإنجليزية)
- ميكي غويتون على موقع ديسكوغز (الإنجليزية)
- ميكي غويتون على موقع قاعدة بيانات الفيلم (الإنجليزية)